# Yibuti en los Juegos Olímpicos de Barcelona 1992
Yibuti estuvo representado en los Juegos Olímpicos de Barcelona 1992 ocho deportistas masculinos que compitieron en tres deportes.
El equipo olímpico yibutiano no obtuvo ninguna medalla en estos Juegos.